# 硼氢化铯
硼氢化铯是一种无机化合物，化学式为CsBH4，有强还原性。

## 性质
硼氢化铯是离子化合物，有强还原性。在25℃以下，硼氢化铯具有面心立方晶形。

## 历史
1954年，M. Douglas Banus将Rb和Cs分别溶于无水甲醇，得到甲醇铷和甲醇铯，浓缩到饱和，加入硼氢化钠的甲醇溶液后，形成白色沉淀，经过精细处理后分别得到硼氢化铷和硼氢化铯。其中硼氢化铷有95.3%的产率，但硼氢化铯只有85%的产率。
1956年，W. Robert用铯盐的水的饱和溶液和硼氢化钠、硼酸钠、醇钠的混合物得到沉淀，分离出CsBH4。
1969年，H. B. H. Cooper用氢化铯和乙硼烷反应得到硼氢化铯。